# Коммутативность
Коммутативность, переместительный закон (позднелат. commutativus — меняющийся) — свойство бинарной операции «{\displaystyle \circ }», заключающееся в возможности перестановки аргументов:
{\displaystyle x\circ y=y\circ x} для любых элементов {\displaystyle x,\;y}.
В частности, если групповая операция является коммутативной, то группа называется абелевой. Если операция умножения в кольце является коммутативной, то кольцо называется коммутативным.
Термин «коммутативность» ввёл в 1815 году французский математик Франсуа Жозеф Сервуа.
Примеры:
- сумма и произведение действительных чисел коммутативны:
{\displaystyle a+b=b+a;\quad a\cdot b=b\cdot a;\quad a,\;b\in \mathbb {R} }.
- конъюнкция и дизъюнкция коммутативны:
{\displaystyle a\land b\equiv b\land a;\quad a\lor b\equiv b\lor a}.
- объединение, пересечение и симметрическая разность множеств коммутативны:
{\displaystyle A\cup B=B\cup A;\quad A\cap B=B\cap A;\quad A\bigtriangleup B=B\bigtriangleup A.}

Многие бинарные операции ассоциативны, но в общем случае некоммутативны, таково, например, умножение матриц:
{\displaystyle {\begin{pmatrix}5&4\\8&0\end{pmatrix}}\cdot {\begin{pmatrix}2&9\\6&1\end{pmatrix}}={\begin{pmatrix}34&49\\16&72\end{pmatrix}}}, но {\displaystyle {\begin{pmatrix}2&9\\6&1\end{pmatrix}}\cdot {\begin{pmatrix}5&4\\8&0\end{pmatrix}}={\begin{pmatrix}82&8\\38&24\end{pmatrix}}}
и конкатенация строк:
«a» + «b» = «ab», но «b» + «a» = «ba».
При этом не всякая коммутативная операция ассоциативна (существуют коммутативные магмы с неассоциативной операцией).
Существует ряд обобщений понятия коммутативности на операции более двух аргументов (различные варианты симметричности).
Коммутативные операции формируют обширный пласт алгебраических структур, обладающих многими «хорошими» свойствами, не присущими некоммутативным структурам (например, коммутативные группы в сравнении неабелевыми), во многих разделах математики применяется техника сведения задач к коммутативным структурам как к более изученным и обладающим более удобными свойствами. Коммутативная алгебра — общеалгебраическое направление, изучающее свойства коммутативных колец и связанных с ними коммутативных объектов (модулей, идеалов, дивизоров, полей).